# Nassereith
Nassereith è un comune austriaco di 2 119 abitanti nel distretto di Imst, in Tirolo.